# Orgues de Flandre
Orgues de Flandre (česky doslova Flanderské varhany) je soubor čtyř obytných mrakodrapů v Paříži v 19. obvodu mezi ulicemi Avenue de Flandre a Rue Archereau. Název je odvozen od tvaru staveb a podle přilehlé Avenue de Flandre. Také tři nejvyšší stavby mají názvy z hudební terminologie (preludium, fuga a kantáta).

## Architektura
Autorem staveb je architekt Martin van Treeck. Budovy byly postaveny v letech 1974-1980. Jedná se o čtyři vysoké obytné budovy rozmístěné na ploše 6 ha, mezi nimi je prostor nazývaný ostrůvek Riquet, okolo se nachází několik patnáctipatrových budov.
- Věž 1 (nazývaná tour Prélude, dokončená roku 1979), 38 pater, 123 metrů vysoká (100 m bez antény), je pátou nejvyšší stavbou na území Paříže po Eiffelově věži, Tour Montparnasse, cheminée du Front-de-Seine a Hôtel Concorde Lafayette a zároveň nejvyšší pařížskou obytnou budovou.
- Věž 2 (nazývaná tour Fugue), 32 pater, 108 m vysoká
- Věž 3 (nazývaná tour Cantate), 30 pater, 101 m vysoká
- Věž 4, 25 pater, 90 m vysoká.